# Markus Zimmermann
Markus Zimmermann (n. 4 septembrie 1964, Berchtesgaden, Bavaria, Germania) este un bober ce a reprezentat Germania, medaliat olimpic. A participat la 4 ediții ale Jocurilor Olimpice (1992, 1994, 1998, 2002) în care a câștigat două medalii de aur, o medalie de argint și o medalie de bronz.